# Kattjärnet (Silleruds socken, Värmland)
Kattjärnet är en sjö i Årjängs kommun i Värmland och ingår i Göta älvs huvudavrinningsområde.